# Claude Louis Berthollet
Claude Louis Berthollet (Talloires, 9 dicembre 1748 – Arcueil, 6 novembre 1822) è stato un chimico e scienziato francese.

## Biografia

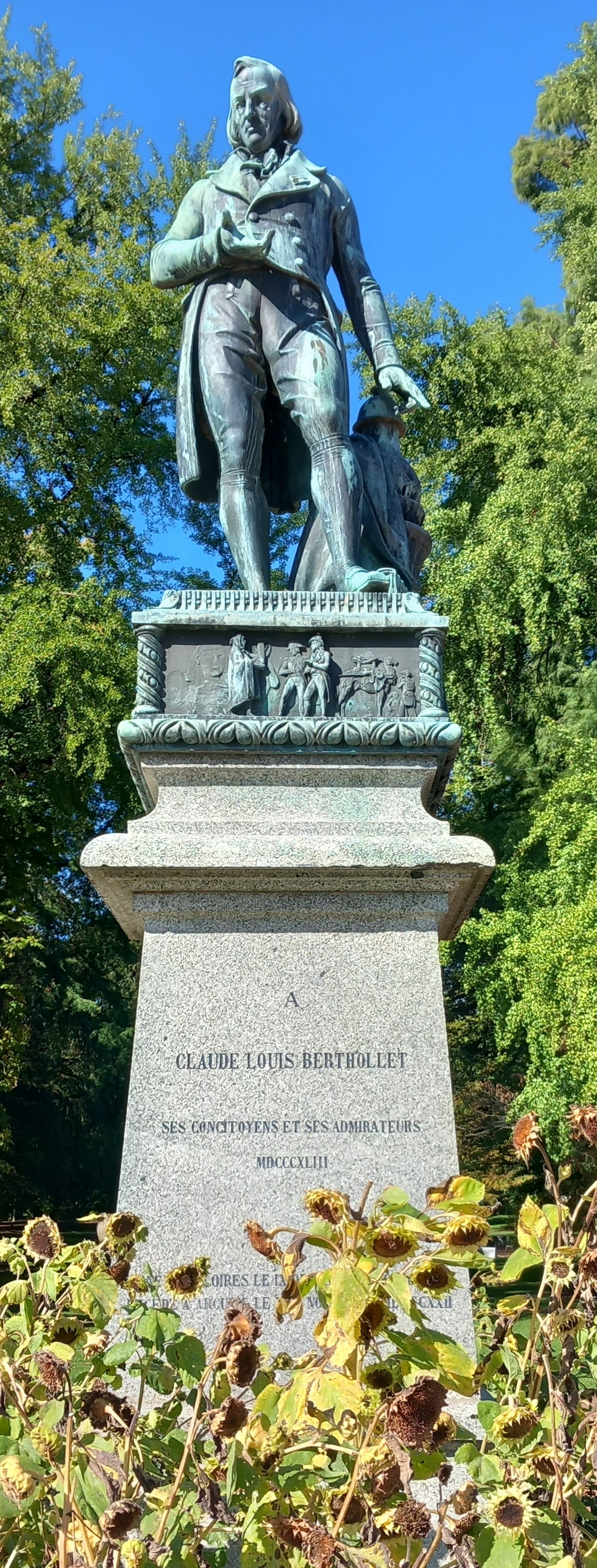
Statua eretta ad Annecy

Inizia gli studi al collegio di Annecy per poi frequentare l'Università degli Studi di Torino dove si laurea nel 1770. Dopo quattro anni trascorsi in Savoia si trasferisce a Parigi dove frequenta il laboratorio del Palais-Royal e stringe amicizia con Pierre-Joseph Macquer e con Antoine Lavoisier con il quale avrebbe collaborato alla realizzazione della Méthode de nomenclature chimique (1787). Nel 1780 viene ammesso all'Accademia francese delle scienze. In quel periodo è uno dei sostenitori della teoria sugli acidi per cui sarebbe l'ossigeno a rendere le molecole acide. Difatti in quel periodo decomponendo l'acido cloridrico con biossido di manganese isolò un gas verdastro che credette un ossido di un non metallo che chiamò "murio", (in realtà era cloro molecolare). L'errore fu corretto dopo il 1783 quando, studiando l'acido cianidrico, si accorse che esistono acidi che non contengono ossigeno.
Nel 1784 inizia a dirigere le tinture dei Gobelins. La sua esperienza nell'industria lo fa conoscere anche a livello internazionale soprattutto grazie alla scoperta delle proprietà decoloranti degli ipocloriti (1789). L'uso di questa sostanza in chimica tintoria prese il nome di "sbianca bertholliana" mentre la soluzione di ipoclorito di sodio era nota come "acqua di Javel", dalla prima fabbrica che la produceva sita in Parigi in quai de Javel.
Nel 1785 compie importanti scoperte: determina la formula bruta dell'acido solfidrico e dell'ammoniaca. Continuando gli studi sui composti del cloro scopre i clorati e le loro proprietà esplosive. Nel 1791 pubblica gli Eléments de l'art de la teinture, che rappresentano il più sistematico trattato di chimica tintoria dell'epoca. Durante questi anni ottiene incarichi sia all'École Normale che all'École polytechnique.
Nel 1796 viene mandato in Italia per prendere possesso di opere d'arte; qui incontra Napoleone che lo assolda per la spedizione militare e scientifica in Egitto (1798).
Ritornato in patria, nel 1803 pubblica un articolo (Essai de statique chimique) con il quale tenta di smontare la legge delle proporzioni definite di Proust. Egli ipotizzò che i composti potessero formarsi anche in proporzioni variabili a seconda delle condizioni di reazione. La legge di Proust si sarebbe rivelata tuttavia corretta, motivo per cui Berthollet fu screditato. In futuro si sarebbe comunque scoperto che alcuni composti non hanno effettivamente una stechiometria fissa: tali composti non stechiometrici sarebbero stati chiamati "composti bertholliani".
Nel 1804 viene nominato senatore a vita e s'impegna a organizzare la produzione industriale del carbonato di sodio.
Successivamente si ritira in campagna a Arcueil, dove con Laplace fonda la Société d'Arcueil, che raccoglie attorno a sé scienziati per, con parole dello stesso: «...accrescere le forze individuali attraverso un'unione basata sulla stima reciproca e sugli stessi gusti e studi, pur evitando gli inconvenienti di un'assemblea troppo numerosa». Tra i membri della Société troviamo: Jean Baptiste Biot, Alexander von Humboldt, Joseph Louis Gay-Lussac e Louis Jacques Thénard, Roberto Fadin, Corradone, Guardux e Mud
Muore proprio a Arcueil di antrace nel 1822.
La città di Torino gli ha dedicato una via nel quartiere di San Salvario.

## Opere
- Eléments de l'art de la teinture, avec une description du blanchiment par l'acide muriatique oxygéné[collegamento interrotto] Paris: Firmin Didot (1804)
- Essai de statique chimique[collegamento interrotto] Paris: Firmin Didot (1803)

## Araldica
|  |

|  |